# Вулиця Бринського (Львів)
Вулиця Бри́нського — вулиця у Личаківському районі міста Львова в місцевості Нове Знесіння. Пролягає між вулицями Польовою до Веливока. Прилучається вулиця Юнацька.
Вулиця виникла у 1950-их рр., у 1957 р. отримала назву Економічна. 1993 р. перейменована на честь українського скульптора Михайла Бринського.
До вулиці приписано лише два двоповерхових будинки 1950-х рр., барачного типу.